# ÖBB X627.8
Die X627.801 stellt eine Bahndienstfahrzeug-Baureihe der ÖBB dar, mit Gleisgeometrie und Lichtraumprofil gemessen werden können.

## Geschichte
1985 lieferte Plasser & Theurer ein von den Österreichischen Bundesbahnen in Auftrag gegebenes Bahndienstfahrzeug, das von der EM-80-E-Serie abgeleitet wurde. Die Messfunktionen dieses Fahrzeugs konnten gleichzeitig und voneinander unabhängig durchgeführt werden.

## Konstruktion
Obwohl die Baureihe X627.8 nicht der OBW10-Familie angehört, entspricht der Fahrzeugrahmen im Großen und Ganzen dieser Bauart. Der Aufbau besteht aus einer Kabine und einem langen Vorbau, in dem die Antriebsaggregate untergebracht sind. Am Fahrzeuguntergestell sind drei Teleskop-Messachsen montiert, die im Abstand von 2 mal 5 Metern die Gleisgeometrie mechanisch abtasten. Das Lichtraumprofil kann mittels Laser und zwei Stereokameras kontrolliert werden. Dieses einzigartige Fahrzeug ist anstelle der für Bahndienstfahrzeuge üblichen gelben Lackierung blau, rot und weiß lackiert.

## Technische Merkmale
Die aus einem luftgekühlten Deutz-Viertaktmotor mit Lastschaltgetriebe und einem Kegelradachsgetriebe bestehende Antriebsanlage wirkt auf beide Achsen. Das Fahrzeug hat eine Druckluftbremse, verfügt aber weder über Sifa, noch Indusi.

## Einsatz
Der X627.801 ist in Tulln stationiert und wird österreichweit für Messfahrten eingesetzt.